# Minimal instruction set computer
Minimal instruction set computer (MISC) est une architecture processeur avec un nombre d'opérations basiques (et d'opcodes correspondant) très réduit. De tels jeux d'instructions sont généralement basés sur une pile plutôt que sur des registres afin de réduire la taille des spécificateurs d'opérande. Une telle architecture de machine à pile est par nature plus simple de par le fait que toutes les instructions opèrent sur la plus haute des entrées de la pile.

## Avantages
Les principaux avantages sont un jeu d'instructions plus petit, une unité de décodage des instructions plus petite et plus rapide, et une exécution des instructions individuelles généralement plus rapide.

## Inconvénients
Le revers de la médaille est que les instructions ont tendance à avoir une dépendance séquentielle plus grande, réduisant le niveau de parallélisme (en). 

## Liens
Les architectures MISC ont beaucoup en commun avec le langage de programmation Forth, ainsi qu'avec la machine virtuelle java.

## Commercialisation
Le plus grand succès commercial du MISC est probablement le Transputer d'INMOS.

## Source
- (en) Cet article est partiellement ou en totalité issu de l’article de Wikipédia en anglais intitulé « Minimal instruction set computer » (voir la liste des auteurs).